# 십장로교회

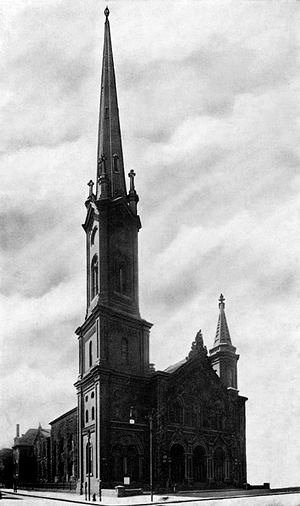
1912년 첨탑이 제거되기전 십장로교회

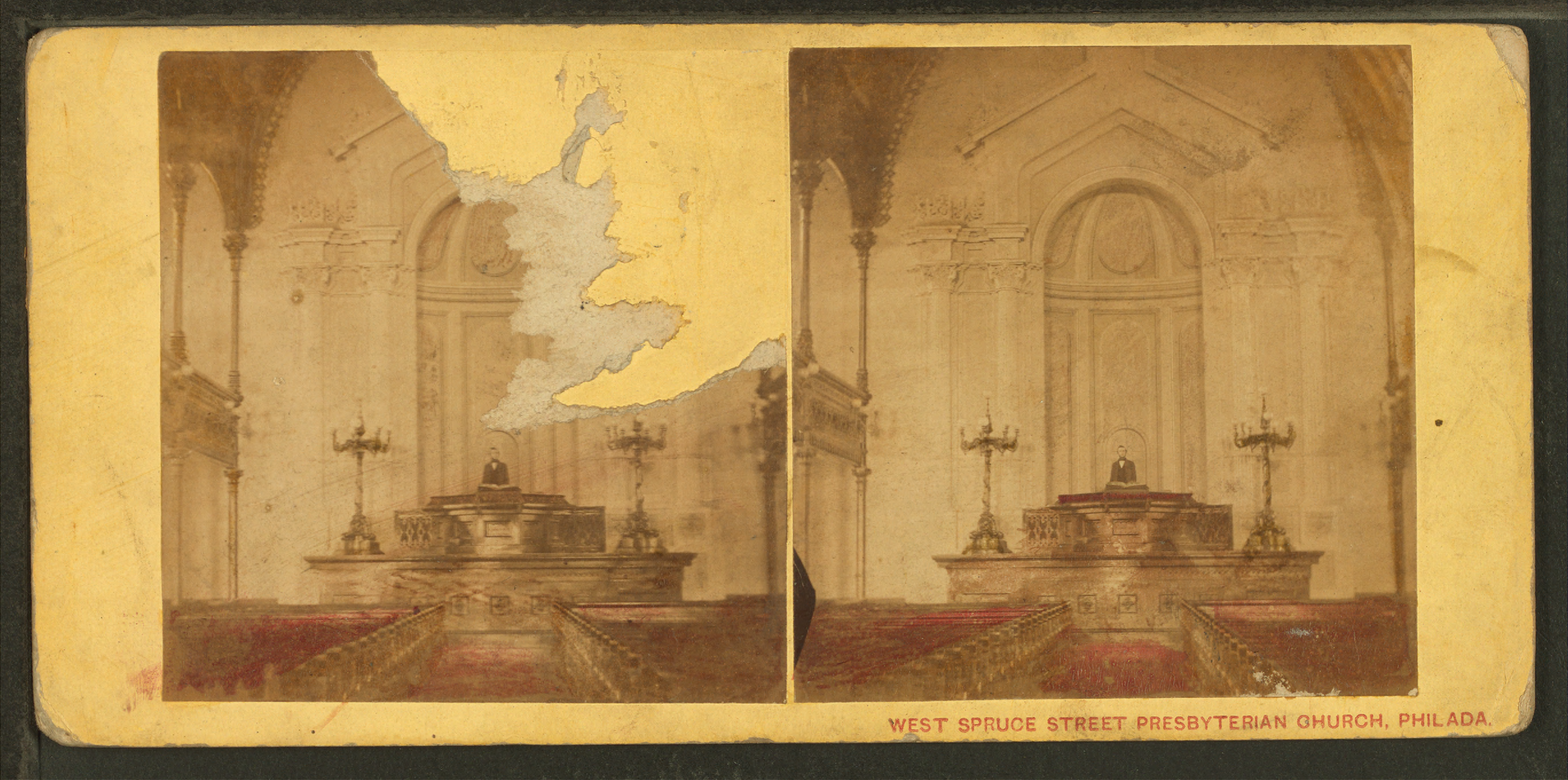
1893년 재건축이전의 내부 모습.

십장로교회(Tenth Presbyterian Church)는 미국 펜실베이니아주 필라델피아에 위치한 교회이다. 개혁주의와 칼빈주의 전통에 있는 미국 장로교회(PCA) 교단에 소속되어 있으며, 1600명 정도의 신도가 있다.  시내 남쪽으로 17가와 스프루스 거리에 위치한다. 유명한 설교가 도날드 반하우스(Donald Barnhouse)와 유명한 학자이며 설교가였던 제임스 몽고메리 보이스 박사가 목회했던 교회이며 근교에 있는 웨스트민스터 신학교를 적극적으로 후원하는 교회이다. 2018년 현재 담임 목회자는 림 고리거(Liam Goligher) 목사이다.

## 역대 목회자들

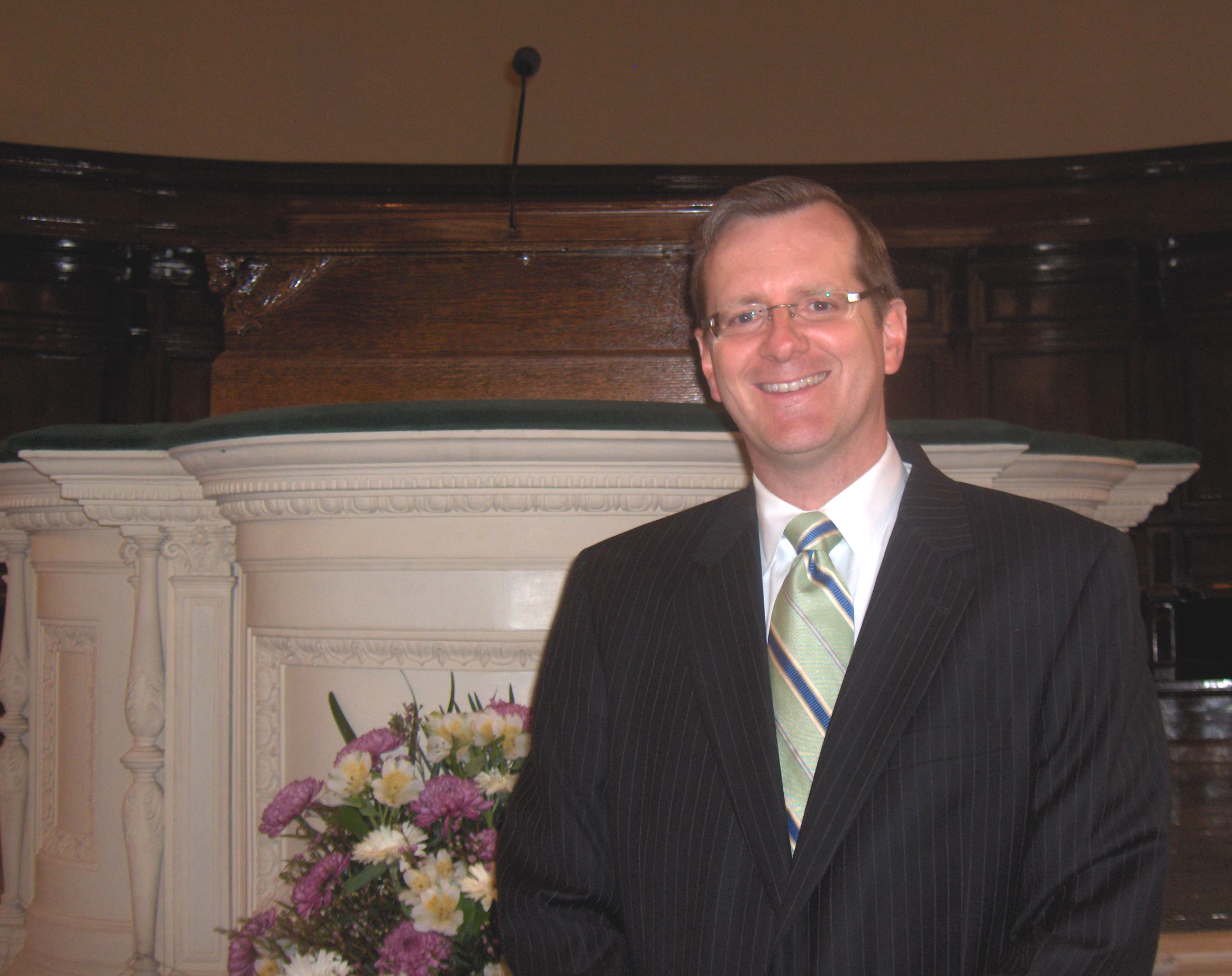
필립 G. 리켄 목사(2018년 현 휘튼 대학교 총장), 2010년 6얼 27일 모습

- Thomas McAuley, D.D., LL.D. Senior Pastor. 1829–1833
- Henry Augustus Boardman, D.D. Senior Pastor. 1833–1876
- Marcus A. Brownson, D.D. Senior Pastor. 1897–1924
- Donald Grey Barnhouse, Th.D., D.D. Senior Pastor. 1927–1960
- Mariano Di Gangi, D.D. Senior Pastor. 1961–1967
- 제임스 몽고메리 보이스, Th.D., D.D. Senior Minister. 1968–2000
- Philip G. Ryken, Ph.D. Senior Minister. 1995–2010, now president of 휘튼 칼리지
- Liam Goligher, D.Min. Senior Minister. May 22, 2011 – present[2]